# Amblin Entertainment
Amblin Entertainment és una  productora de cinema i televisió dels Estats Units fundada pel director Steven Spielberg, els productors de pel·lícules Kathleen Kennedy i Frank Marshall el 1980. Amblin és només una empresa de producció, i mai ha distribuït les seves pròpies pel·lícules, ni ha finançat íntegrament les seves produccions, que necessiten l'ajuda dels estudis que les distribueix. El seu logotip presenta la silueta d'E.T. muntat a la cistella de la bicicleta d'Elliot volant davant de la lluna de la pel·lícula, ET, l'extraterrestre.
Amblin porta el nom de la pel·lícula comercial llançada en primer lloc per Spielberg, Amblin' (1968), una pel·lícula independent sobre un home i una dona fent autoestop a través del desert. La pel·lícula, que va costar $ 15.000 per a produir-se, es va mostrar per Universal Studios i va fer que Spielberg aconseguís més rols de director. Tot i que Spielberg té accions en ambdues companyies: Amblin i DreamWorks, és Universal la que distribueix moltes produccions d'Amblin i Amblin opera des d'un edifici a la parcel·la d'Universal.
A més de diverses pel·lícules de Spielberg, Amblin ha produït pel·lícules d'altres directors com Joe Dante (Gremlins , Gremlins 2: The New Batch, Innerspace, Small Soldiers), Robert Zemeckis (Back to the Future:La trilogia, Qui ha enredat en Roger Rabbit?), Brian Levant (Els Picapedra), Penélope Spheeris (la nova versió del 1994 de The Little Rascals), Don Bluth (An American Tail, The Land Before Time), Gil Kenan (Monster House), Richard Donner (The Goonies), Jan de Bont (Twister), Barry Sonnenfeld (Homes de Negre), Martin Scorsese (Cape Fear) i Joe Johnston (Jurassic Park III).
La producció més aclamada per la crítica d'Amblin és La llista de Schindler(1993). La pel·lícula va ser nominada per a dotze Oscar i en va guanyar set, incloent millor pel·lícula.
Les produccions d'Amblin per a la televisió inclouen Amazing Stories, Seaquest DSV, Tiny Toon Adventures, Animaniacs, Pinky and the Brain, Freakazoid, Terra 2, ER, i Fievel's American Tails. Fievel's American Tails i d'altres que van ser produïdes per la divisió d'animació d'Amblin Amblimation, que va estar activa des de 1991 fins a 1995.
Un altre estudi que ha distribuït moltes produccions Amblin és Warner Bros Entertainment. DreamWorks (que va ser co-fundat per Spielberg) ha distribuït també un bon nombre de produccions d'Amblin des de 1994.